# 儲兆豐
儲兆豐（?—?），江南宜興人。清朝官員。
儲兆豐出身宜興儲氏，家族自宋明以來科名長盛不衰。祖父儲方慶、父儲在文及三位叔伯皆為康熙進士。乾隆十年（1745年），儲兆豐考中乙丑科進士，任徽州府學教授。